# Orden de San Hermenegildo
La Real y Militar Orden de San Hermenegildo es una distinción militar y una orden de caballería española creada por Fernando VII al terminar la Guerra de la Independencia el 28 de noviembre de 1814.

## Finalidad
La finalidad era servir de máxima recompensa a aquellos militares que, más allá de sus libertades, superando los sufrimientos en la batalla, sirvieran a los ejércitos. Dado el deseo del Rey de que fuera una distinción de alto rango, comparable a otras de más larga historia, se decidió ponerla bajo la advocación de un santo, San Hermenegildo, quien había sido rey de Sevilla y mártir en defensa de la fe.
Su primer reglamento se publicó en 1815, siendo renovado después en 1860, 1879, 1951, 1994 y 2000 hasta su regulación contemporánea que es de 1 de agosto de 2003, en donde se señala que el personal militar que ostente dicha distinción, al ser cesado como miembro de la Asamblea de la Real y Militar Orden de San Hermenegildo, por baja en el ejército por incumplimiento de las Leyes Militares, no podrá hacer ostentación ni uso de dicha condecoración en el orden militar ni en la vida civil.
La Orden de San Hermenegildo. Se declara que tiene por objeto: 

... recompensar y distinguir a los oficiales generales, oficiales y suboficiales del Ejército de Tierra, de la Armada, del Ejército del Aire, de los Cuerpos Comunes de las Fuerzas Armadas y del Cuerpo de la Guardia Civil, por su constancia e intachable conducta en el servicio, a tenor de lo que establecen las Reales Ordenanzas para las Fuerzas Armadas

## Categorías
| Categorías                         |                                      |                                           |                                     |
|                                    |                                      |                                           |                                     |
|                                    |                                      |                                           |                                     |
| Gran Cruz (Generales Placa 3 años) | Placa (30 años servicio distinguido) | Encomienda (25 años servicio distinguido) | Cruz (20 años servicio distinguido) |

## Desposesión de distinciones
El agraciado con cualesquiera de las categorías que haya sido sentenciado por la comisión de un delito doloso o pública y notoriamente haya incurrido en actos contrario a las razones determinantes de la concesión de la distinción podrá, en virtud de expediente iniciado de oficio o por denuncia motivada, y con intervención del Fiscal de la Real Orden, ser desposeído del título correspondiente a la distinción concedida, decisión que corresponde a quien la otorgó.
La baja en la Orden por los motivos arriba mencionados impide su reingreso en la misma.